# Pietro Priuli
Pietro Priuli (né le 14 mars 1669 à Venise, en Vénétie, alors capitale de la république de Venise, et mort le 22 janvier 1728 dans la même ville) est un cardinal italien du début du XVIIIe siècle. 
Sa mère est la nièce du pape Alexandre VIII et il est un parent des cardinaux Lorenzo Priuli, Matteo Priuli, Luigi Priuli et Antonio Marino Priuli.

## Biographie
Pietro Priuli exerce diverses fonctions au sein de la Curie romaine, notamment au tribunal suprême de la Signature apostolique, comme président et clerc de la Chambre apostolique.
Le pape Clément XI le crée cardinal lors du consistoire du 17 mai 1706. Contre son gré, il est nommé évêque de Bergame en 1708. 
Le cardinal Priuli participe au conclave de 1721 lors duquel Innocent XIII est élu pape et à celui de 1724 (élection de Benoît XIII).

### Sources
- Fiche du cardinal Pietro Priuli sur le site fiu.edu